# (20302) Kevinwang
(20302) Kevinwang (1998 FW100) – planetoida z pasa głównego asteroid okrążająca Słońce w ciągu 3,63 lat w średniej odległości 2,36 j.a. Odkryta 31 marca 1998 roku.